# Susenszkojei járás
A Susenszkojei járás (oroszul: Шушенский район) Oroszország egyik járása a Krasznojarszki határterületen. Székhelye Susenszkoje.

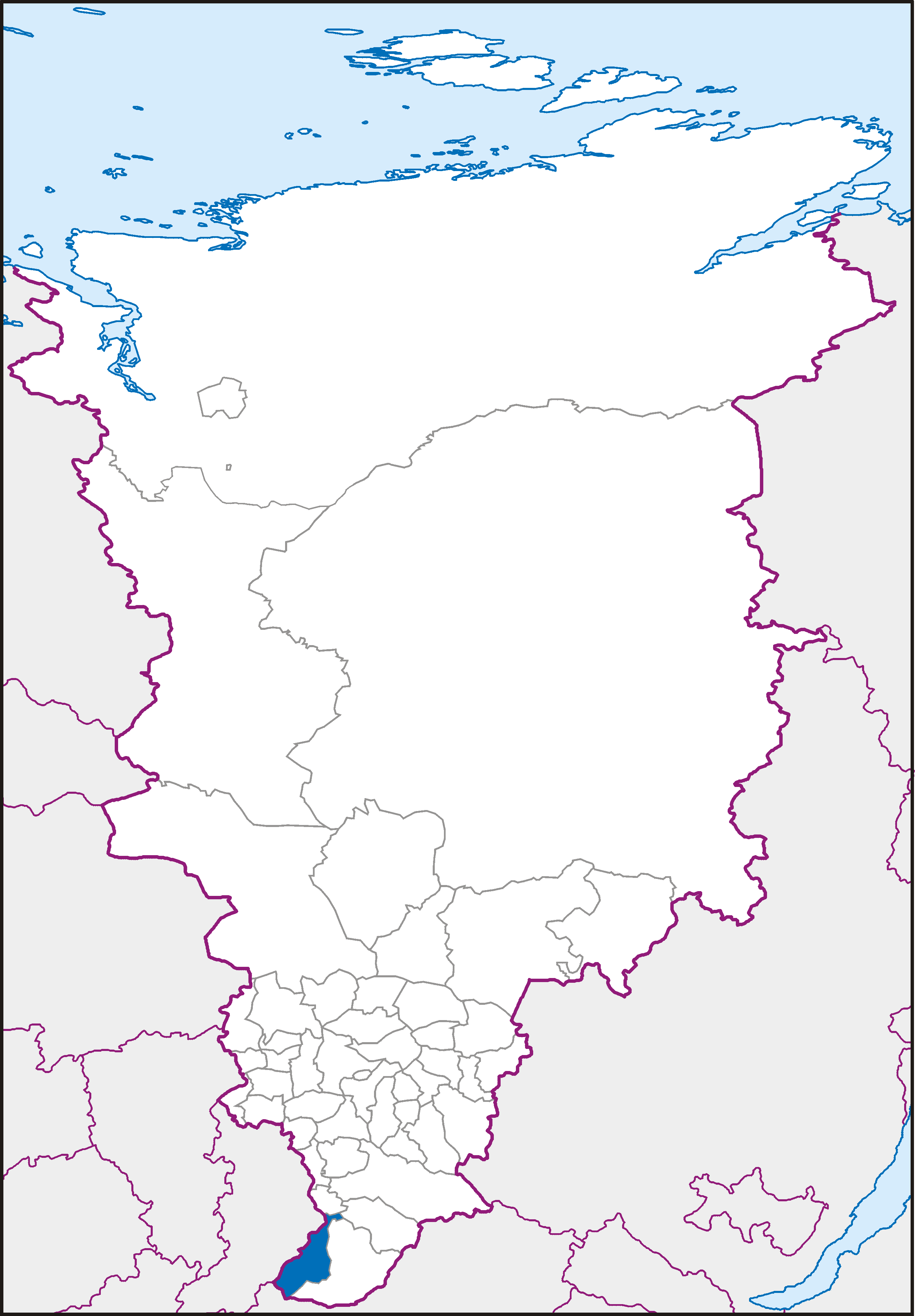
A Susenszkojei járás a Krasznojarszki határterületen

## Népesség
- 2002-ben 36 891 lakosa volt.
- 2010-ben 33 221 lakosa volt.